# Pierre-Simon Girard
Pour les articles homonymes, voir Girard.
Pierre Simon Girard, chevalier, né à Caen le 4 novembre 1765 et mort à Paris le 30 novembre 1836, est un ingénieur et physicien français.

## Biographie
Pierre Simon Girard est le fils de Pierre Girard et de Françoise Marie Chantepie de Boiviers. Formé à la première École des ponts et chaussées, Pierre-Simon Girard appartient comme Gaspard de Prony au petit nombre d'ingénieurs civils qui possèdent à cette époque une connaissance de l'analyse mathématique suffisante pour lire les œuvres d'Euler. En dehors de ses fonctions d'ingénieur, Girard entreprend ses premières recherches de mécanique en 1787. Elles concernent les lois de résistance des solides réels (pierre de taille, bois de charpente, fer forgé) et le dimensionnement des structures : poutres, murs et colonnes. En 1792, appliquant ses premiers résultats dans ce domaine, il remporte le prix proposé par l'Académie des sciences pour l'amélioration des écluses.

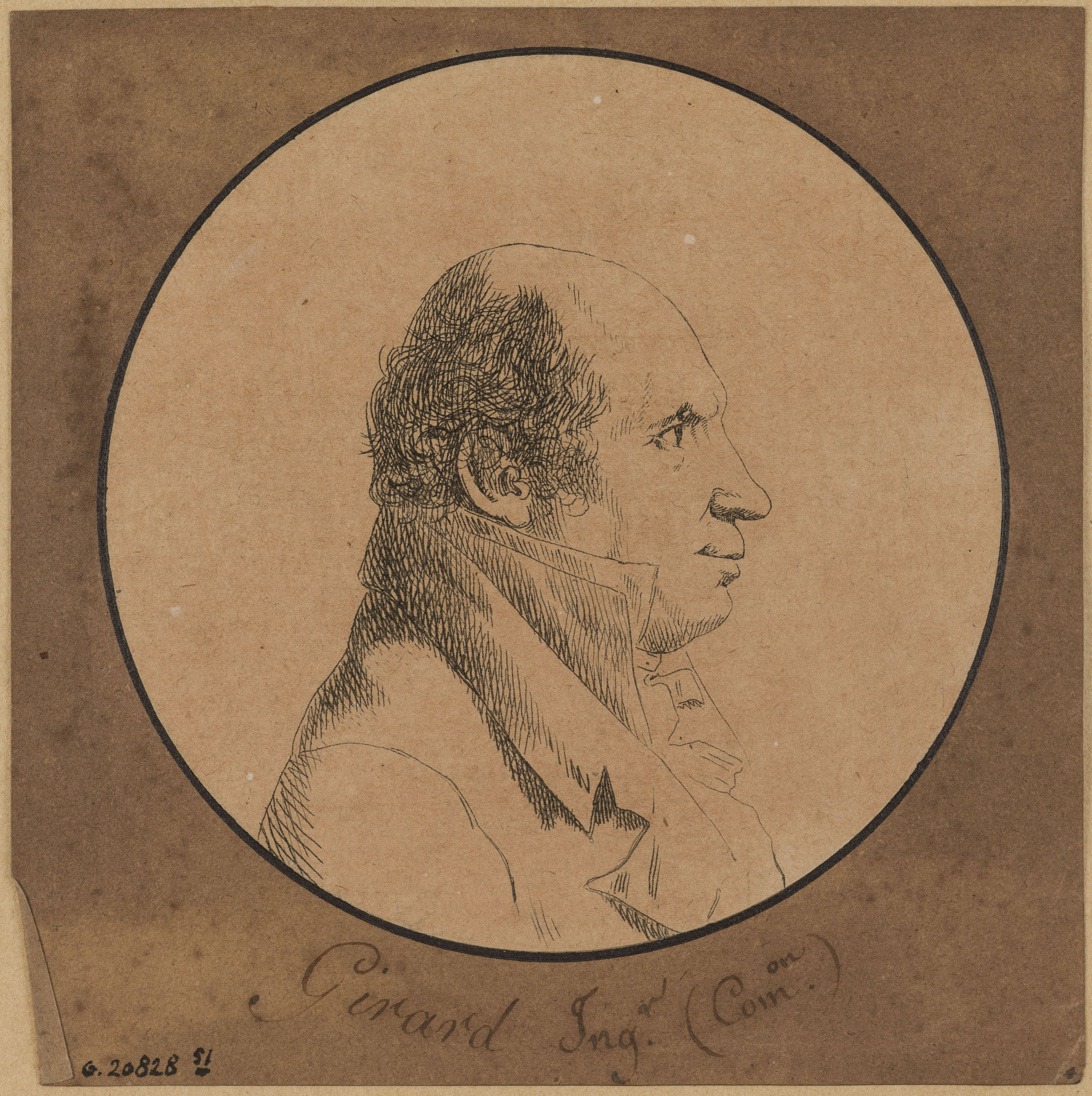
Portrait de profil par Dutertre, années 1790

L'année suivante, il aide son ami Jacques-Élie Lamblardie à mettre au point un banc de flexion pour mesurer la résistance des pièces de bois à la flexion et au flambage. Cette machine reprend en le perfectionnant un modèle d'Émiland Gauthey, lui-même inspiré du banc de traction de Pieter van Musschenbroek. 
Girard publie en 1798 l'ensemble de ses résultats dans son Traité analytique de la résistance des solides, le premier livre en France traitant exclusivement de la théorie des poutres dans tous ses aspects (traction, flexion, stabilité élastique, limite élastique). Le titre de ce livre donne son nom à la discipline appelée résistance des matériaux.
Les idées de Girard sur les poutres sont moins originales que celles de son devancier Coulomb : suivant de près les hypothèses et les méthodes d'Euler pour la théorie du flambage, il n'améliore qu'à peine la théorie de Mariotte sur la flexion des poutres. Ses résultats sur les solides d'égales résistance connaissent en revanche une vogue durable.
Nommé ingénieur en chef des Ponts et Chaussées sous le Directoire, sa participation (avec 24 élèves ingénieurs) à l'expédition de Bonaparte en Égypte lui assure une promotion régulière sous l'Empire. Membre, avec Gaspard Monge, de l’assemblée savante créée lors de la campagne d'Égypte, il doit pourtant attendre plusieurs années une décision de Bonaparte sur la canalisation de l'Ourcq. Outre l'état des finances de la France, qui se relevait alors de dix années de guerres intérieures et extérieures, un désaccord persistant avec Émiland Gauthey sur les méthodes retarde encore la décision. Girard rédige au cours de ces années un traité d'hydraulique, Essai sur le mouvement des eaux courantes. En 1805, il obtient du gouvernement la direction des travaux du canal de l’Ourcq. Il a entre autres pour stagiaires le jeune Élie Lamblardie en 1805 et le jeune Augustin Louis Cauchy en 1809. Directeur du canal de la Somme, il obtient le poste d'inspecteur divisionnaire des Ponts et chaussées pendant les Cent-Jours.
Déchu de ce grade à la Restauration, il voit sa carrière piétiner ensuite pendant plusieurs années avant d'obtenir la direction de la Compagnie des eaux de Paris (qui deviendra la Société anonyme de gestion des eaux de Paris). 
Il collabore en 1790 avec Gaspard de Prony au Dictionnaire des Ponts et Chaussées. En 1815, il est élu membre de l’Académie des sciences, où il présente notamment les Réflexions de Sadi Carnot, puis il en devient président en 1830.
Il est inhumé au cimetière du Père-Lachaise (18e division). Il avait épousé Véronique Ricot, fille du chevalier Jean Ricot, armateur, échevin et conseiller général de la Somme, et tante d'Albert Ricot. Il est le beau-père de Charles Renouard et de Casimir Cheuvreux. Son fils, magistrat, sera le premier mari d'Anna Donnet, qui, veuve, se remariera à Eugène Caillaux et sera la mère du président du Conseil Joseph Caillaux. Il est également l'arrière-grand-père de Charles Richet (1850-1935), prix Nobel de médecine en 1913.

## Distinctions
- Chevalier de l'ordre de la Réunion
- Chevalier de la Légion d'honneur

## Œuvres
- Traité analytique de la résistance des solides et des solides d'égale résistance, Firmin Didot, Paris, 1798 / An VI, 238 p. + tableaux + 7 planches gravées. (Édition allemande, 1803) (lire en ligne).
- Essai sur le mouvement des eaux courantes, et la figure qu'il convient de donner aux canaux qui les contiennent, Impr. de la République, 1804 / an XII.
- Devis des ponts à bascule à construire sur le canal de l'Ourcq, Paris, Impr. imp., 1808.
- Recherches sur les eaux publiques de Paris, les distributions successives qui en ont été faites, et les divers projets, qui ont été proposés pour en augmenter le volume, Paris, Impr. imp., 1812.
- Mémoires sur les atmosphères liquides, et leur influence sur l'action mutuelle des molécules qu'elles envéloppent, Paris, 1824.
- Simple exposé de l’état actuel des eaux publiques de Paris, 1831
- Mémoire sur le canal de l’Ourcq et la distribution de ses eaux, 1831-43.
- Recherches sur les établissements de bains publics à Paris, depuis le VIe siècle jusqu'à présent, Paris, 1833.
- Mémoires sur le canal de l'Ourcq et la distribution de ses eaux, sur le desséchement et l'assainissement de Paris, et les divers canaux navigables qui ont été mis à exécution ou projetés dans le bassin de la Seine pour l'extension du commerce de la capitale, t. 1, Paris, Carilian-Gœuvry, 1831, 612 p. (lire en ligne)

## Armoiries
| Armoiries | Nom du chevalier et blasonnement |
| --------- | --- |
|           | Chevalier Girard et de l'Empire D’argent à une fasce de gueules, chargée d’une croix alaisée d’argent, accompagnée en chef d’une divise vivrée d’azur, et en pointe d’un sphinx couché de sinople. L’Ecu timbré d’un casque d’argent taré de profil. |